# جوزيف سولكوفسكي
جوزيف سولكوفسكي (1770، بالاتينات من بوزنان - 22 أكتوبر 1798، القاهرة، مصر) كان نقيبًا بولنديًا في الجيش الثوري الفرنسي وصديقًا ومساعدًا لنابليون بونابرت قتل خلال ثورة القاهرة الأولى أثناء الحملة الفرنسية على مصر. اسمه محفور على قوس النصر، في العمود الثامن والعشرين.

## حياته

### إيطاليا
استراتيجي بارع، لعب دورًا مهمًا في الحملة الإيطالية الأولى. كانت شجاعته هي التي أدت إلى الاستيلاء على بطاريات سان جورج. أصيب في معركة أركول.

### مصر
وقتل في ثورة القاهرة الأولى في 22 أكتوبر 1798، متأثرا بجروح أصيبت بها قبل أسابيع قليلة، وسلمت جثته للكلاب. عند سماعه بوفاته، أبدى بونابرت ندمه وسأله عن سبب عدم تكريمه له أكثر عندما كان على قيد الحياة، فأجاب «في أول لقاء معه، رأيت فيه قائدًا أعلى للقوات المسلحة». عند موته في سن صغيرة جدًا، كان كارنو يرى فيه بديلاً محتملاً للإمبراطور المستقبلي. قبل وفاته بفترة وجيزة، تزوج إحدى بنات Venture de Paradis، المترجم العسكري القديم في الحملة الفرنسية على مصر.